# 12210 Prykull
12210 Prykull este o planetă minoră (asteroid) din centura de asteroizi. A fost descoperită pe 2 martie 1981 la Observatorul Siding Spring de Schelte J. Bus. 
Obiectul prezintă o orbită caracterizată de o semiaxă mare de 2,2079428 UAi, o excentricitate de 0,11, o înclinație de 7,59486 ° în raport cu ecliptica.